# Ratatouille (film)
Ratatouille er en amerikansk animationsfilm fra 2007 produceret af Pixar og distribueret af Walt Disney Pictures. Filmen fortæller historien om Remy (stemme af Patton Oswalt i engelsksproglig version), som er en rotte, som lever i Paris og vil være chefkok. Filmen er instrueret af Brad Bird (som tog over fra Jan Pinkava i 2005) og havde premiere i USA 29. juni 2007.

## Stemmer
| Rolle           | Engelsk           | Dansk                 |
| --------------- | ----------------- | --------------------- |
| Remy            | Patton Oswalt     | Nikolaj Lie Kaas      |
| Linguini        | Lou Romano        | Jonas Schmidt         |
| Collette Tatou  | Janeane Garofalo  | Karoline Munksnæs     |
| Skinner         | Ian Holm          | Anders Bircow         |
| Anton Ego       | Peter O'Toole     | Henning Jensen        |
| Auguste Gusteau | Brad Garrett      | Flemming Krøll        |
| Emile           | Peter Sohn        | Nicolas Bro           |
| Django          | Brian Dennehy     | Kurt Ravn             |
| Horst           | Will Arnett       | Max Hansen Jr.        |
| Lalo            | Julius Callahan   | Claus Meyer           |
| François        | Julius Callahan   | Laus Høybye           |
| Larousse        | James Remar       | Hans Henrik Bærentsen |
| Mustafa         | John Ratzenberger | Farshad Kholghi       |
| Talon Labarthe  | Teddy Newton      | Kristian Boland       |
| Pompidou        | Tony Fucile       | Gordon Kennedy        |
| Git             | Jake Steinfeld    | Rasmus Hammerich      |
| Ambrister       | Brad Bird         | Steen Stig Lommer     |
| Fortæller       | Stéphane Roux     | Torsten Adler         |
| Kitchen Hood    | J. Lundbye        | J. Lundbye            |

## Produktion
Tekst mangler, hjælp os med at skrive teksten

## Modtagelse
Tekst mangler, hjælp os med at skrive teksten